# Kamnica (Maribor)
Kamnica is een plaats in Slovenië en maakt deel uit van de gemeente Maribor in de NUTS-3-regio Podravska. De plaats telde 1.714 inwoners op 1 januari 2020.

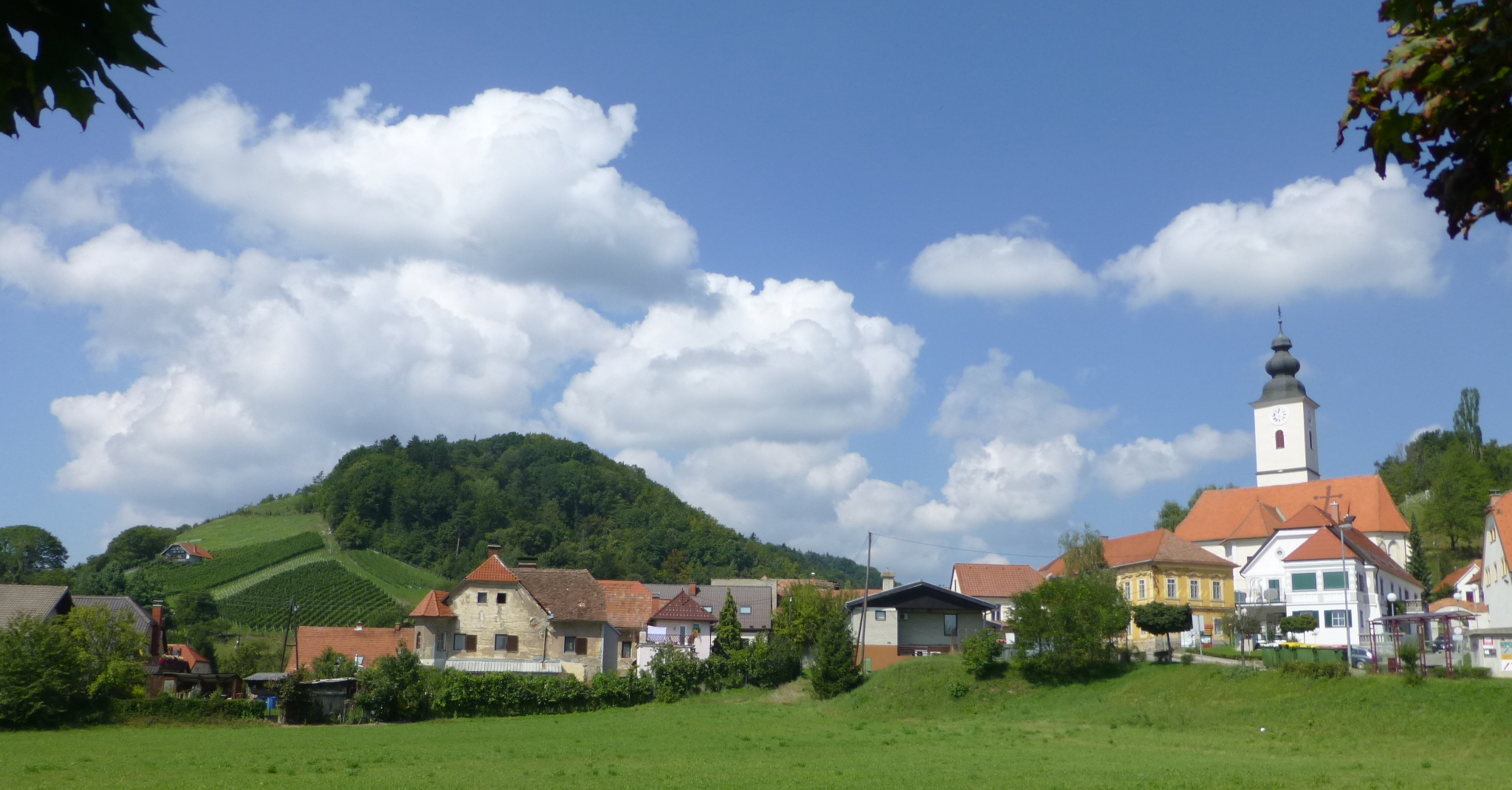
Kamnica en zijn wijngaard.